# Tien stukken voor orkest
Tien stukken voor orkest is een verzameling composities van Aarre Merikanto. De Finse componist was ten tijde van het voltooien verslaafd aan morfine en het componeren ging moeizaam. De oorzaak van deze situatie was gelegen in het onbegrip voor zijn muziek in Finland.
In de jaren voor 1930 begon Merikanto enige stukken muziek te bewerken die al op papier stonden, maar waar hij voor de rest niets mee aan had weten te vangen. Het werken eraan viel hem mee getuige een brief die hij in februari 1930 aan zijn moeder schreef, waarin hij meldde dat hij er met plezier aan werkte, de tijd vloog voorbij.
De première was voor de radio op 25 april 1930 door het Fins Radiosymfonieorkest. Veel plezier heft de componist er later niet aan beleefd. De componist had al twijfels of de dirigent van dienst Toivo Haapanen de muziek wel mocht. Het werk verdween voor het grootste deel in de la. Het eerste deeltje ging zelfstandig door het leven en werd een van de (relatief) bekendste werken van de componist. 
De deeltjes:
1. Largo misterioso
2. Molto andante e serioso
3. Allegro scherzando
4. Largo con espressione
5. Lento spinato
6. Allegro moderato
7. Andante sognante
8. Grave
9. Risoluto
10. Vivace giocoso

Het is een verzameling werkjes, waarbij de samenstelling van het ensemble steeds wijzigt. De deeltjes vertonen behalve de karige orkestratie weinig overeenkomsten. Het gehele orkest, als onder, komt zelden in actie:
- 1 dwarsfluit, 1 hobo, 1 klarinet, 1 fagot
- 1 trompet, 1 trombone
- 1 piano, 1 harmonium
- 4 eerste violen, 3 tweede, 2 altviolen, 2 celli, 1 contrabas